# Belgrad-Banja Luka
Belgrad-Banja Luka ist ein Straßenradrennen für Männer in Serbien und Bosnien-Herzegowina.

## Geschichte
Von 2007 bis 2017 fanden jeweils zwei Eintagesrennen unter den Namen Banja Luka-Belgrad I und Banja Luka-Belgrad II statt. Diese Wettbewerbe wurden zwischen der Hauptstadt der bosnischen Entität Republika Srpska Banja Luka und der serbischen Hauptstadt Belgrad ausgetragen, Start- und Zielort wechselten jährlich. Beiden Rennen gehörten der UCI-Kategorie 1.2 der UCI Europe Tour an. 
2018 schlossen sich die beiden Eintagesrennen zu einem zweitägigen Etappenrennen zusammen. 2019 wurde es auf vier Etappen ausgeweitet. Seit der Fusion 2018 gehört das Rennen zur UCI-Kategorie 2.1.
Der Rekordsieger des Rennens Banja Luka-Belgrad I ist der Slowene Marko Kump, der zweimal gewann. Der Rekordsieger von Banja Luka-Belgrad II ist sein Landsmann Matej Mugerli, der ebenfalls zweimal gewann.

## Palmarès

### Belgrad-Banja Luka
| Jahr | Sieger              | Zweiter              | Dritter         |
| ---- | ------------------- | -------------------- | --------------- |
| 2018 | Gašper Katrašnik    | Roman Maikin         | Nicolás Tivani  |
| 2019 | Paweł Franczak      | Aaron Grosser        | Attila Valter   |
| 2020 | Jakub Kaczmarek     | Martí Márquez        | Daniil Pronskiy |
| 2021 | Mihkel Räim         | Justin Wolf          | Patryk Stosz    |
| 2022 | Jakub Kaczmarek     | Gianni Marchand      | Lennert Teugels |
| 2023 | Gregor Matija Černe | Eduard-Michael Grosu | Bartosz Rudyk   |
| 2024 | Piotr Pękala        | Davide Toneatti      | Mihael Štajnar  |

### Banja Luka-Belgrad I
| Jahr | Sieger            | Zweiter                | Dritter                |
| ---- | ----------------- | ---------------------- | ---------------------- |
| 2007 | Matej Gnezda      | Igor Kranjec           | Gergely Ivanics        |
| 2008 | Aldo Ino Ilešič   | Daniele Callegarin     | Emanuele Rizza         |
| 2009 | Normunds Lasis    | Rino Zampilli          | Krisztián Lovassy      |
| 2010 | Jure Zrimšek      | Maroš Kováč            | Yasuharu Nakajima      |
| 2011 | Krisztián Lovassy | Matej Marin            | Radoslav Rogina        |
| 2012 | Marko Kump        | Luka Mezgec            | Robert Jenko           |
| 2013 | Michal Kolář      | Jan Sokol              | Matej Mugerli          |
| 2014 | Martin Otoničar   | Fabian Schnaidt        | Mattia Gavazzi         |
| 2015 | Marko Kump        | Charalampos Kastrantas | Polychronis Tzortzakis |
| 2016 | Witalij Buz       | Olexandr Surutkowytsch | Raman Ramanau          |
| 2017 | Barnabás Peák     | Robert Jenko           | Dušan Rajović          |

### Banja Luka-Belgrad II
| Jahr | Sieger           | Zweiter           | Dritter                |
| ---- | ---------------- | ----------------- | ---------------------- |
| 2007 | Zsolt Dér        | Jure Kocjan       | Igor Kranjec           |
| 2008 | Matej Stare      | Matej Gnezda      | Daniele Callegarin     |
| 2009 | Vladimir Kerkez  | Bálint Szeghalmi  | Boštjan Rezman         |
| 2010 | Matej Marin      | Nik Burjek        | Borislaw Iwanow        |
| 2011 | Matija Kvasina   | Matej Jurčo       | Luka Mezgec            |
| 2012 | Matej Mugerli    | Marko Kump        | Riccardo Zoidl         |
| 2013 | Matej Mugerli    | Markus Eibegger   | Jan Sokol              |
| 2014 | Ivan Stević      | Georgios Bouglas  | Stefan Schäfer         |
| 2015 | Andi Bajc        | Lukas Pöstlberger | Ivan Stević            |
| 2016 | Filippo Fortin   | Witalij Buz       | Olexandr Surutkowytsch |
| 2017 | Nicola Gaffurini | Paolo Totò        | Dušan Rajović          |